# Anomis planalis
Anomis planalis é uma mariposa da família Noctuidae. Pode ser encontrada no norte da Austrália.
Sua envergadura é de cerca de 28 mm. As fêmeas tem 40 mm e os machos tem 45 mm. As larvas se alimentam de várias espécies de Malvaceae.